# Yuanyanglong
Yuanyanglong („drak v podobě kachničky mandarínské“) byl rod menšího teropodního dinosaura z infrařádu Oviraptorosauria. Žil v období rané křídy (geologické věky apt až alb, asi před 122 až 100 miliony let) na území současného Vnitřního Mongolska v Číně (geologické souvrství Miao-kou).

## Popis
Fosilie tohoto oviraptorosaura byly poprvé objeveny v roce 2021 na lokalitě Maortu v oblasti Chilantai (Autonomní oblast Vnitřní Mongolsko, Čína). Byli objeveni dva jedinci v podobě neúplně dochovaných koster. Typový druh Yuanyanglong bainian byl formálně popsán v říjnu roku 2024. Rodové jméno odkazuje k povrchní podobnosti dinosaura s vrubozobým ptákem kachničkou mandarínskou, druhové (které znamená „sto let“) je připomínkou stoletého výročí od roku vědeckého popisu prvních dvou známých oviraptorosaurů (rody Chirostenotes a Oviraptor, formálně popsané v roce 1924).
Jedná se o prvního raně křídového oviraptorosaura, popsaného z pouště Gobi. Všechny ostatní taxony, které byly z této oblasti dosud popsané, pocházejí až z období pozdní křídy (a jsou tedy o desítky milionů let mladší). 

## Paleoekologie
V rámci geologického souvrství Miao-kou (Miaogou) už byly dříve popsány další druhy dinosaurů, které sdílely ekosystémy s rodem Yuanyanglong. Jedná se o ankylosaurida rodu Gobisaurus, dále o ornitopoda rodu Probactrosaurus a o teropoda rodu Shaochilong.

## Systematické zařazení
Yuanyanglong byl bazálním zástupcem kladu Oviraptorosauria a představoval sesterský taxon ke kladu Edentoraptora („bezzubí plenitelé“), kam náleží skupiny Avimimidae a Caenagnathoidea. Vzdáleně příbuznými taxony tohoto teropoda tak byly například další východoasijské rody Nomingia nebo Avimimus.

## Zajímavosti
Podle objevů v lokalitě Šabarak-usu („Planoucí útesy“) se jeví jako pravděpodobné, že fosilní úlomky skořápek vajec oviraptorosaurů (možná i rodu Yuanyanglong) používali již kolem roku 8000 př. n. l. neolitičtí obyvatelé pouště Gobi, kteří je opracovávali a navrtávali do podoby „korálků“ pro nošení na náhrdelnících a jiných přívěscích.